# Ернст Люрс
Ернст Люрс (нім. Ernst Lührs; 9 листопада 1876 — 3 лютого 1946) — німецький військовий ветеринар, доктор ветеринарії, професор, генерал-майор ветеринарної служби вермахту.

## Нагороди
- Медаль «За вислугу років» (Пруссія)
  - 3-го класу (9 років; 1906)
  - 1-го класу (15 років)
- Орден Корони (Пруссія) 4-го класу (1914)
- Залізний хрест 2-го і 1-го класу
- Почесний хрест ветерана війни з мечами (1934)
- Хрест Воєнних заслуг 2-го і 1-го класу з мечами